# جاكوبو دياز
جاكوبو دياز (بالإسبانية: Jacobo Díaz)‏ مواليد 11 يوليو 1976 في مدريد، هو لاعب كرة مضرب إسباني سابق بدأ مسيرته كمحترف سنة 1995 وكان يلعب باليد اليمنى، اعتزل اللعب في 2004. أعلى تصنيف له في الفردي كان المركز الـ 68 في سنة 2001. أعلى تصنيف له في الزوجي كان المركز الـ 526 في سنة 1995.

## روابط خارجية
- جاكوبو دياز على موقع رابطة محترفي التنس (الإنجليزية)
- جاكوبو دياز على موقع الاتحاد الدولي لكرة المضرب (الإنجليزية)
- جاكوبو دياز على موقع خلاصة التنس.كوم (الإنجليزية)